# Jambearjo
Jambearjo is een bestuurslaag in het regentschap Malang van de provincie Oost-Java, Indonesië. Jambearjo telt 4259 inwoners (volkstelling 2010).